# Via Verda del Carrilet
Die Via Verda del Carrilet (Katalanisch für Grüner Weg der Kleinbahn) ist ein spanischer Bahntrassenradweg der von Olot über Girona nach Sant Feliu de Guíxols verläuft. Er folgt der Strecke einer ehemaligen Schmalspurbahn von der Costa Brava in die Pyrenäen. Der Abschnitt Olot–Girona hat eine Länge von 57 Kilometern, der Abschnitt Girona–Sant Feliu von 39,7 Kilometern.